# رخ‌کرکس آند
رُخ‌کرکس آند (نام علمی: Vultur gryphus) نام یک گونه از تیره کرکس‌های جهان جدید است. رُخ‌کرکس آند با حداکثر طول بال‌های ۳٫۳ متر (۱۰ فوت ۱۰ اینچ) بزرگ‌ترین پرندهٔ دارای توانایی پرواز در دنیا است. چنگال‌های پای وسط این پرنده تا حدود زیادی کشیده شده است در حالی که سایر آنها به نسبت مستقیم و صاف می‌باشند. نوک این پرنده به شکل قلاب و از گوشت‌های پوسیده و چاک‌شده تشکیل گردیده است. عنبیه چشمان جنس نر قهوه‌ای است در حالی که جنس ماده، دارای عنبیه‌ای به رنگ قرمز پررنگ است. در این پرنده، پلک‌ها فاقد مژه هستند و جنس ماده کوچکتر از نر است.
پرهای زینتی کرکس‌های بالغ به رنگ مشکی یک‌دست است و به صورت استثنا، تک‌پرهای سفیدی نیز تقریباً اطراف گردن دیده می‌شود. در نرها به ویژه، شه‌پرهای بزرگی به رنگ سفید مشاهده می‌گردد که دست‌کم تا زمان نخستین پوست‌اندازی این گونه از پرندگان، حتی در بال‌ها نیز قابل مشاهده هستند. سر و گردن پرنده به رنگ قرمز مایل به سیاه و دارای پرهای ناچیزی است. این سر و گردن، به‌طور دقیق توسط پرنده تمیز نگه‌داشته می‌شود. طاس بودن این نوع کرکس یک نوع سازگاری بهداشتی است که به پوست اجازه می‌دهد در هنگام پرواز در ارتفاعات بالا، در برابر پسابش و نور فرابنفش ضدعفونی گردد. تاج سر پرنده صاف است و جنس نر، تاجی از جنس یک کاکل قرمز تیره دارد

## نگارخانه

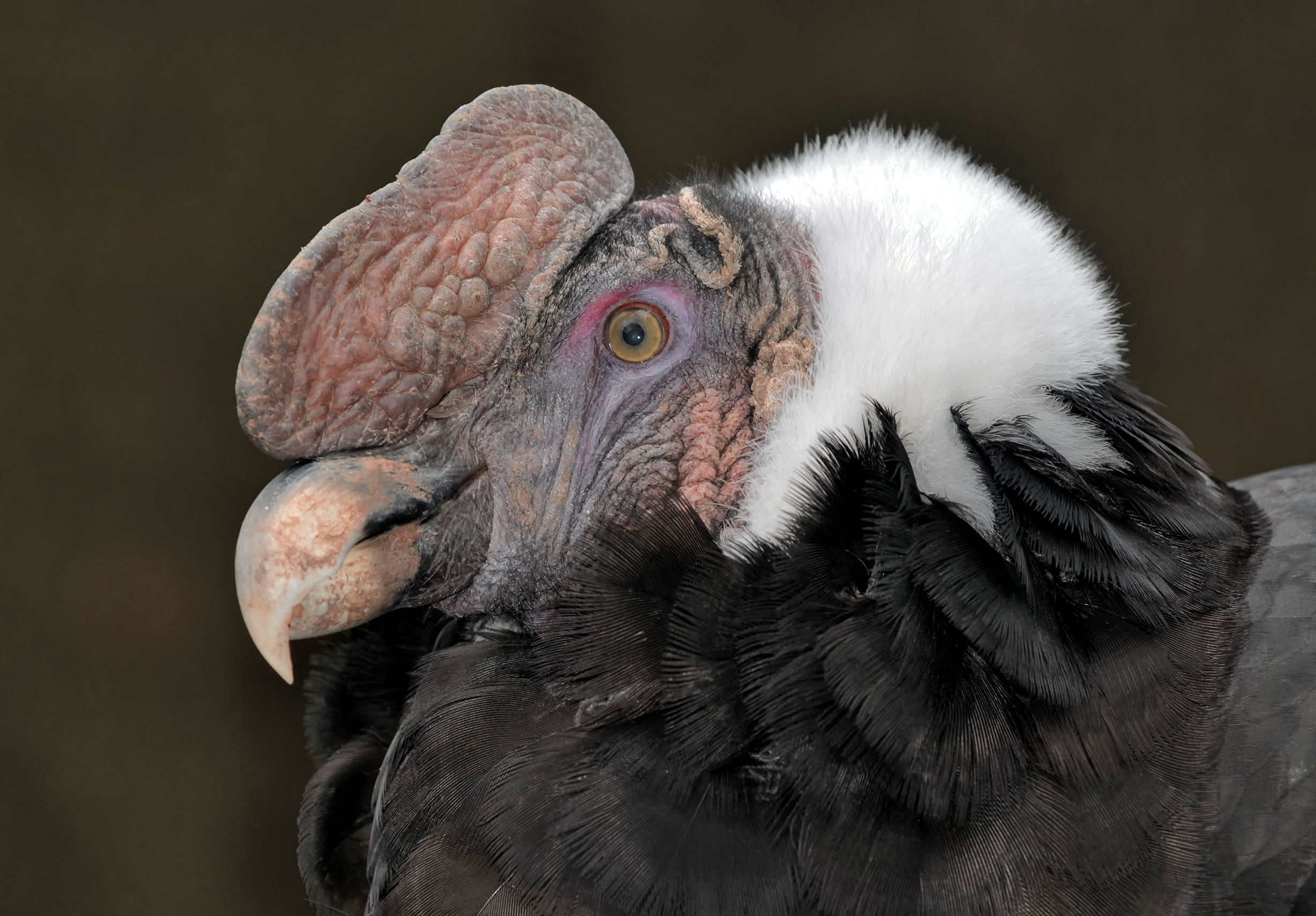
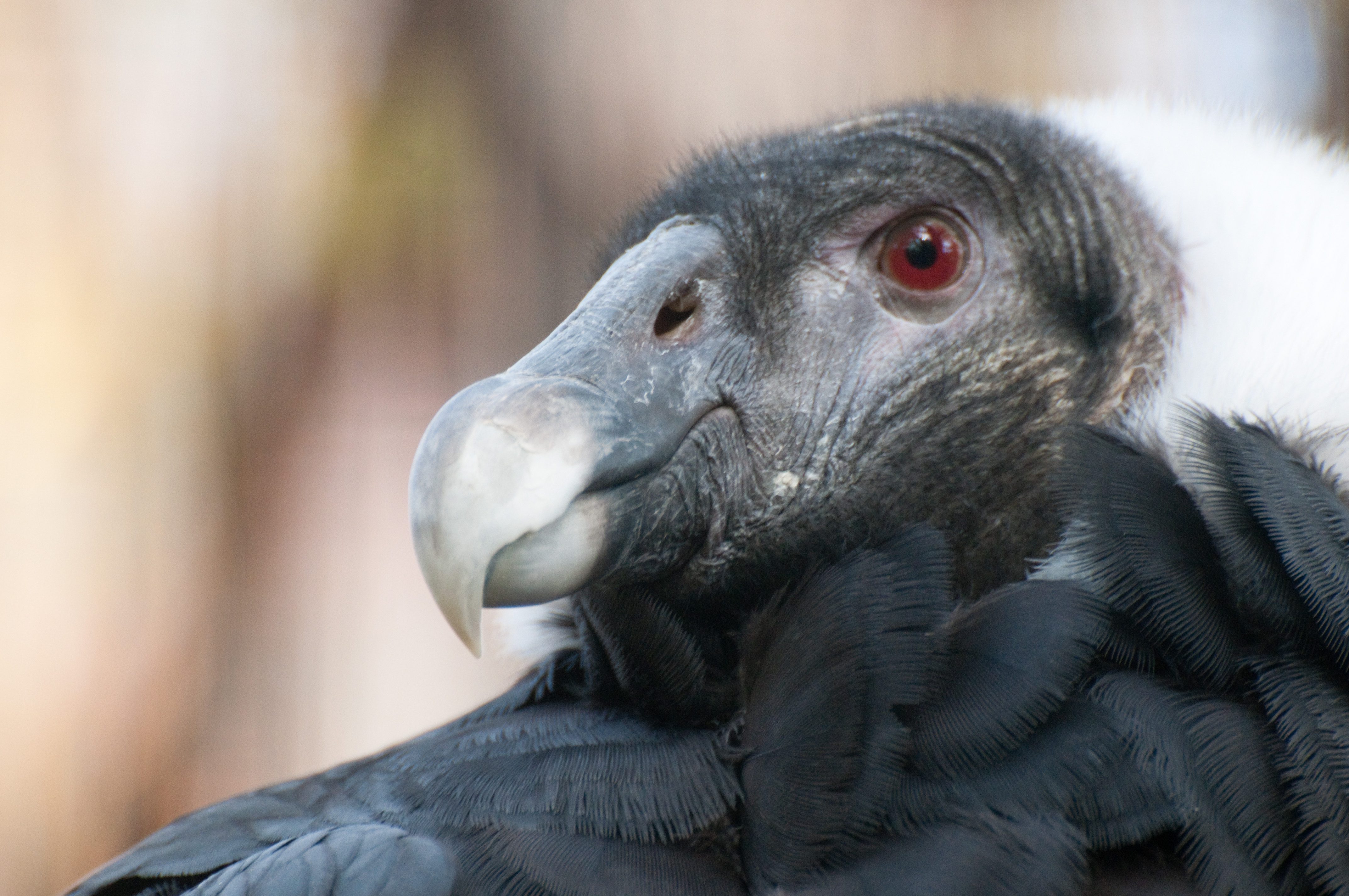
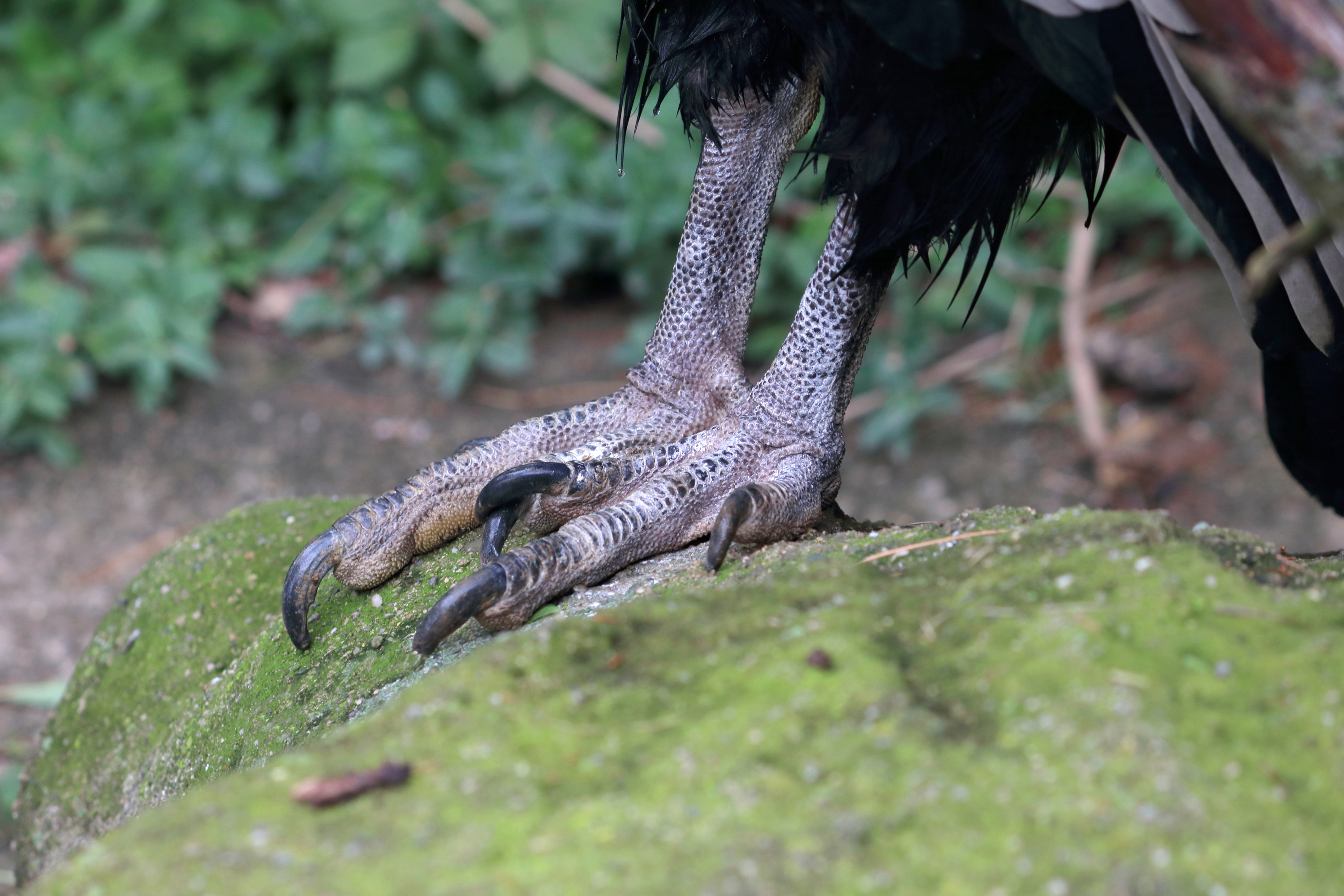
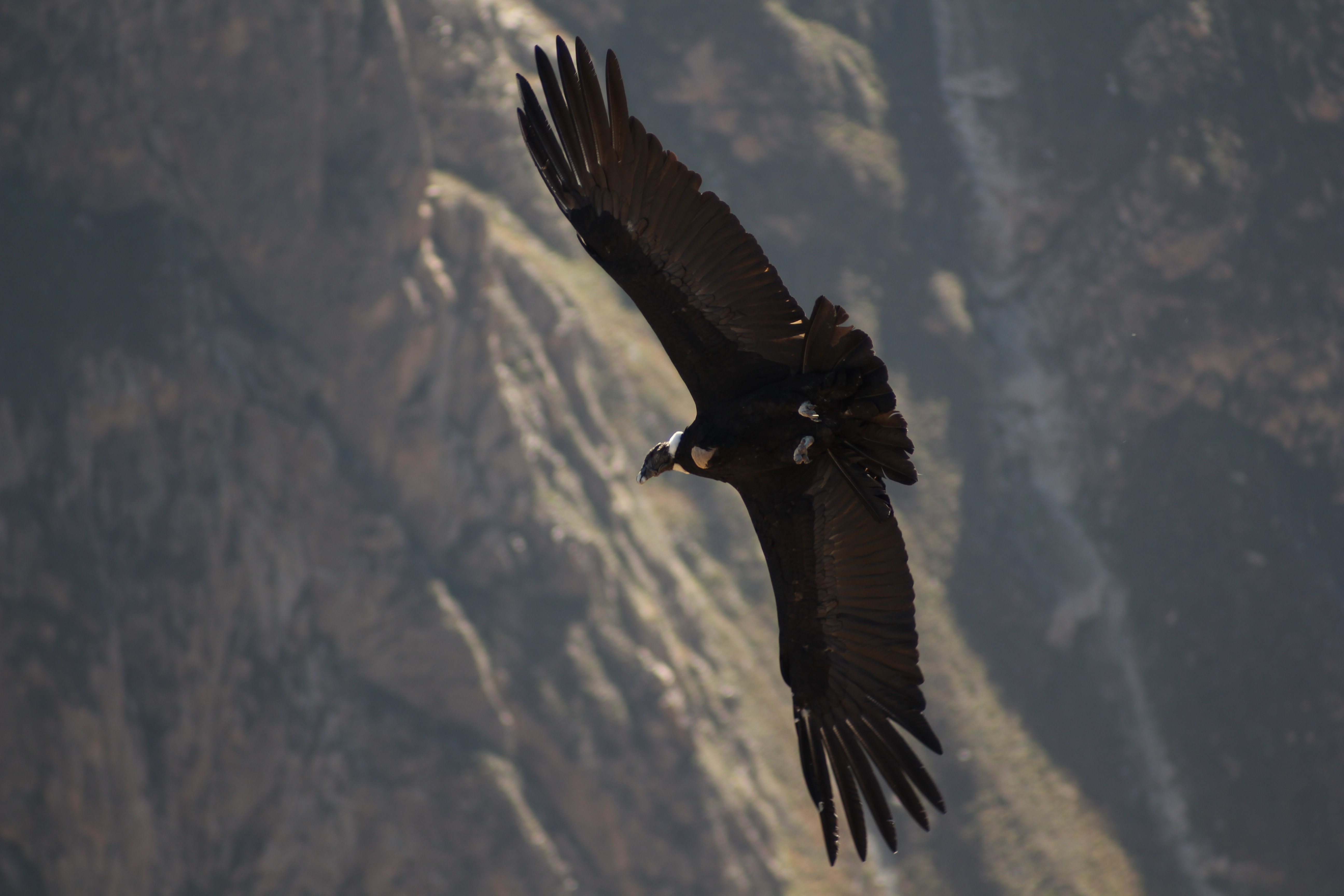
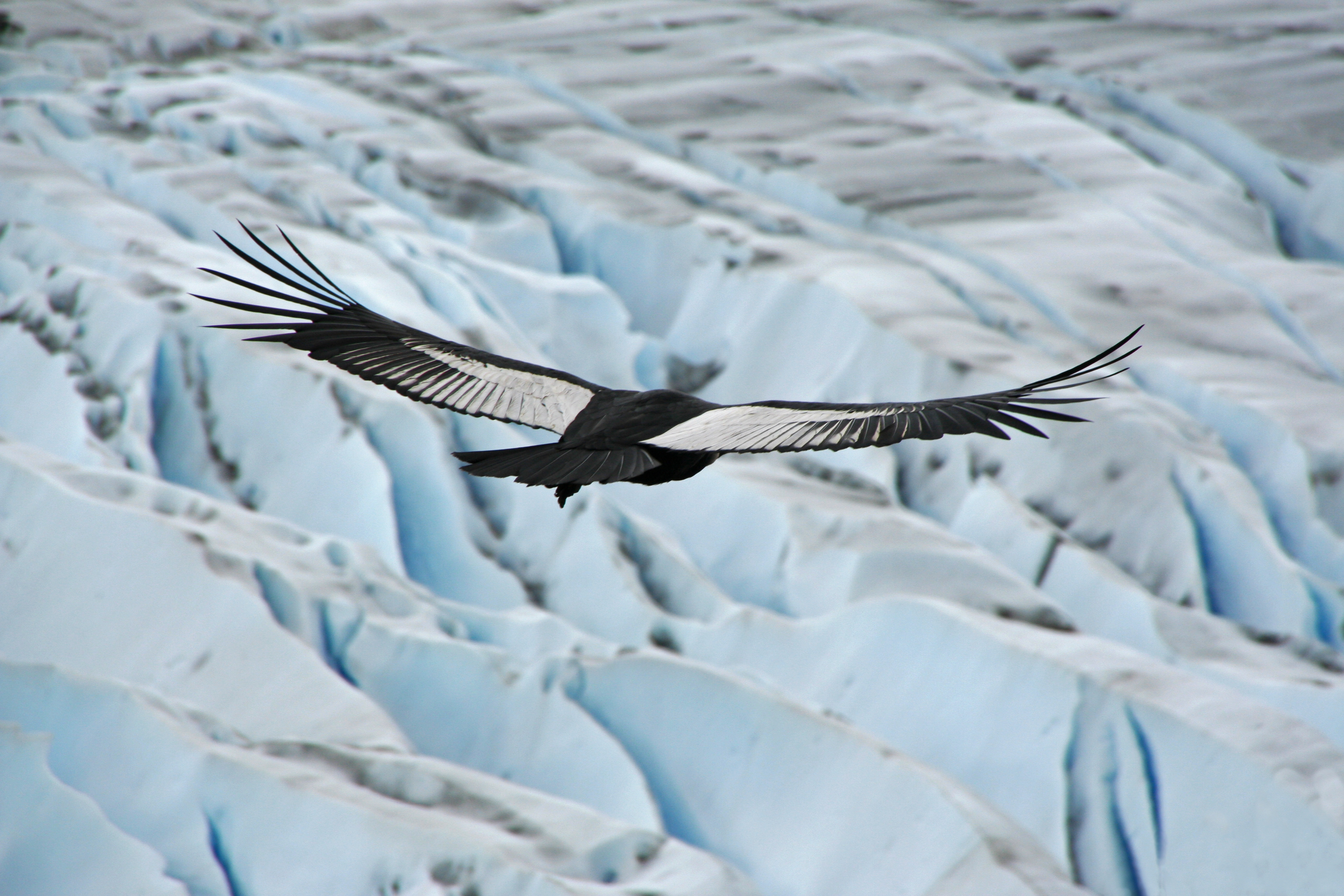
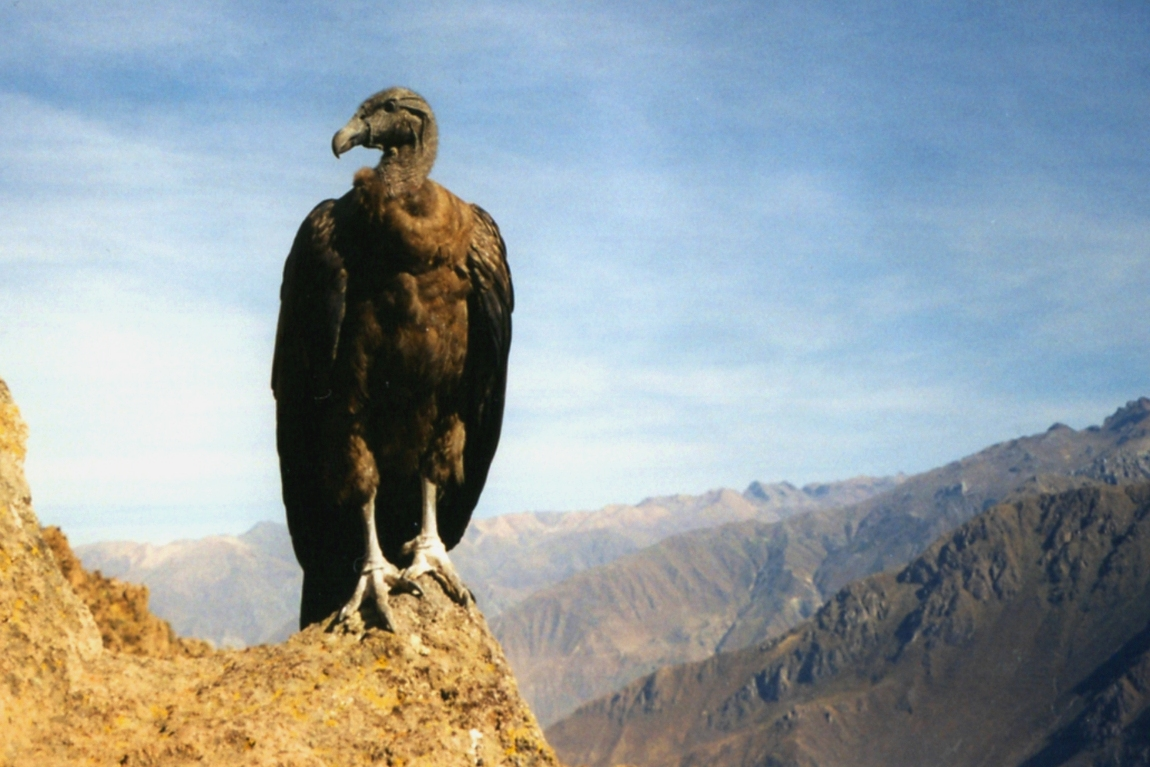
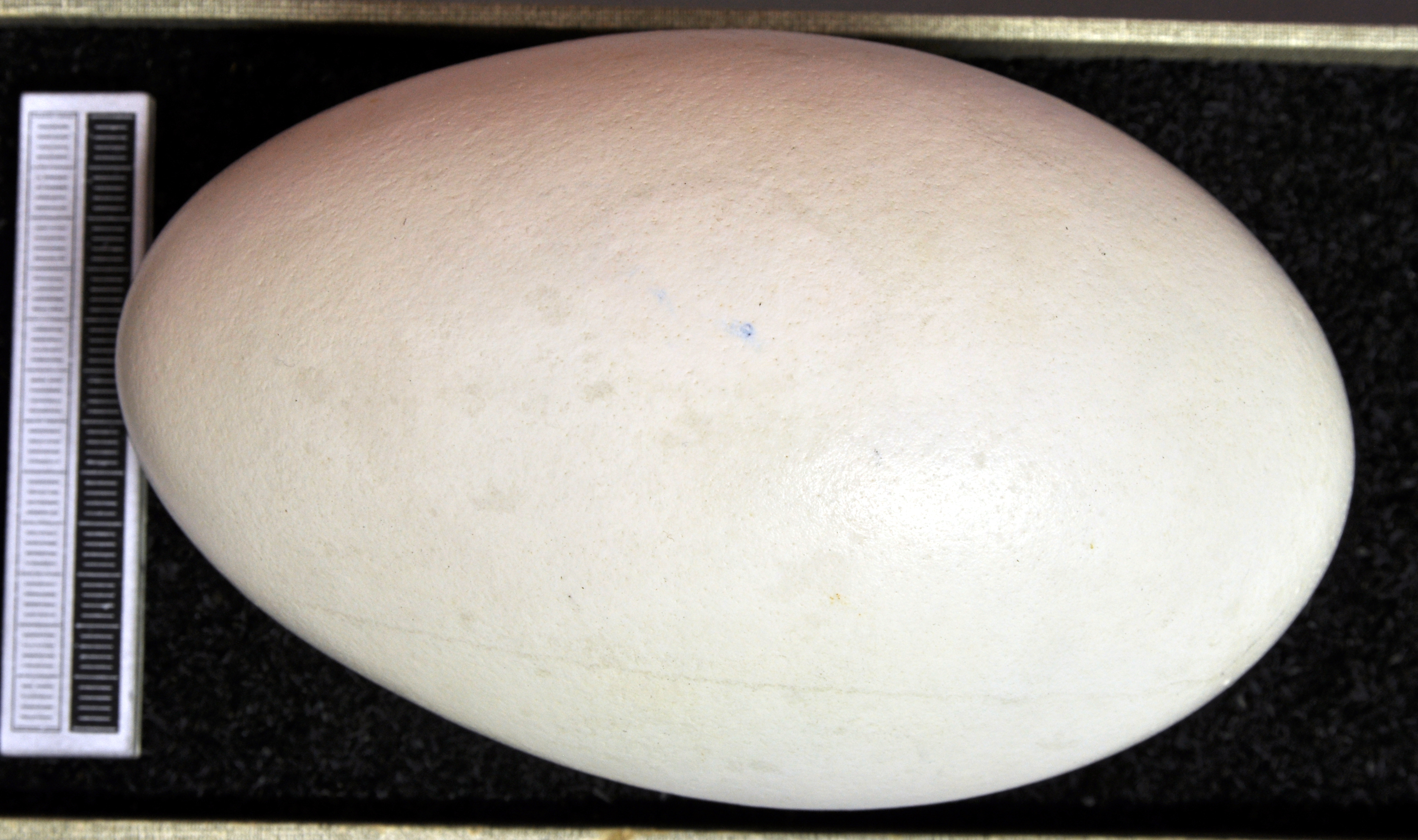
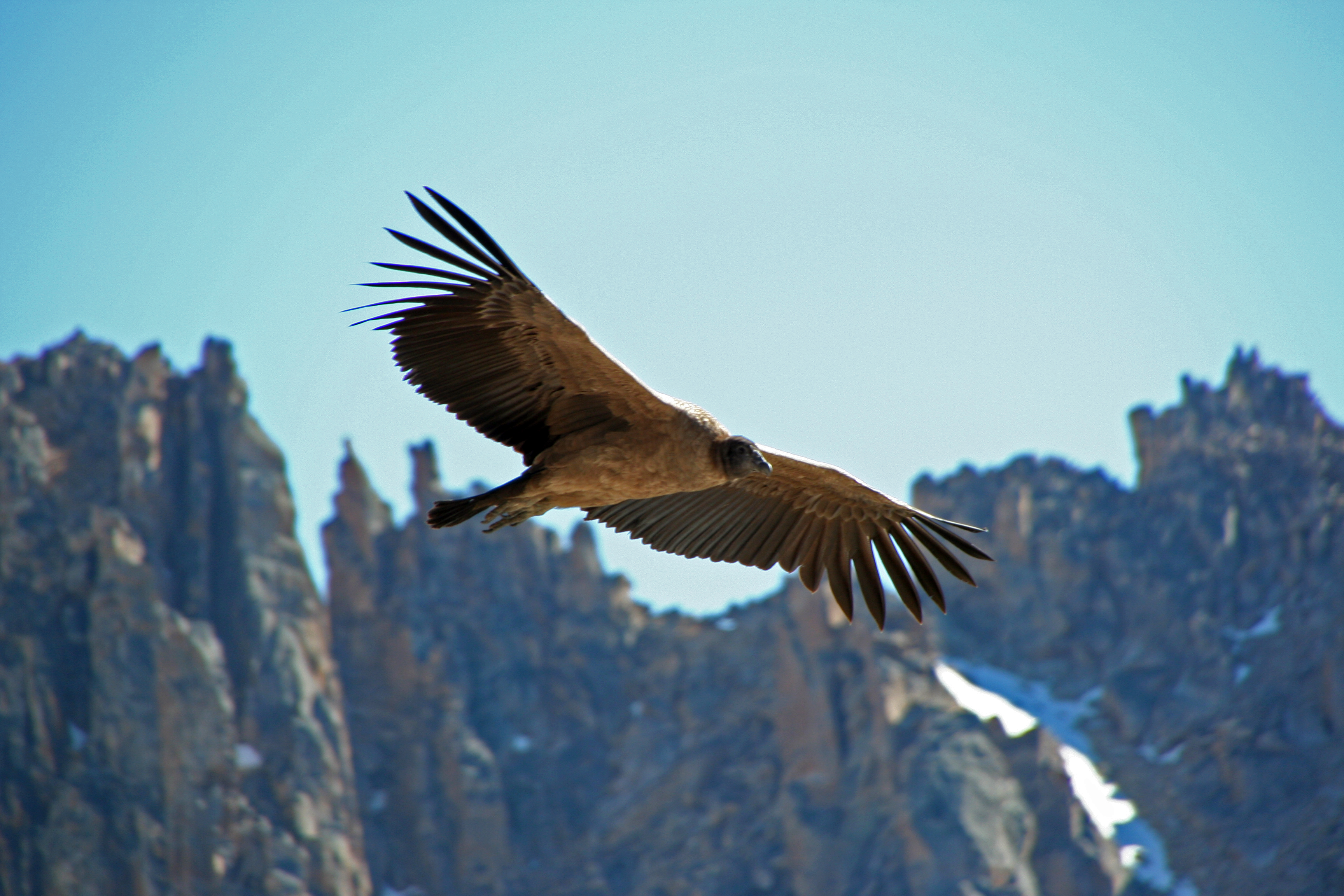
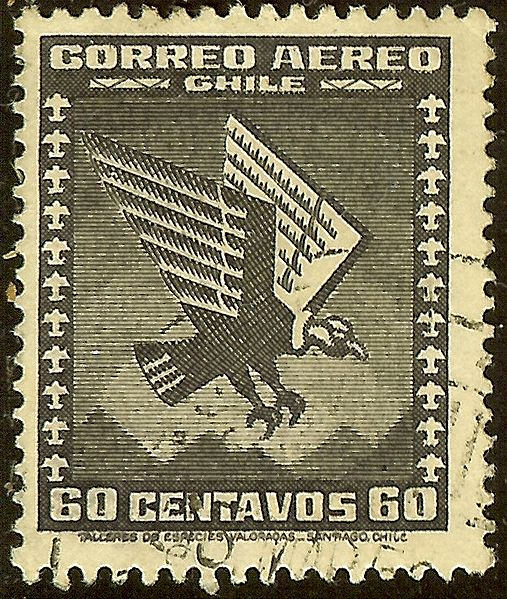